# Quadruple croche

Deux quadruples croches et un seizième de soupir.

En musique, une quadruple croche est une note jouée sur un huitième de la durée d'une croche. Elle apparaît pour la première fois à la fin du XVIIe siècle et, à part les rares occurrences de quintuples et de sextuples croches, c'est la valeur la plus courte trouvée dans la notation musicale.
Les quadruples croches sont notées avec une tête ovale remplie et une hampe droite avec quatre crochets. La hampe est dessinée à gauche de la tête vers le bas lorsque la note est au-dessus ou sur la ligne médiane de la portée. Lorsque la tête est en dessous de la ligne médiane, la hampe est dessinée à droite de la tête en remontant. Une seule quadruple croche est toujours accompagnée de drapeaux, tandis que deux ou plus sont généralement ligaturées.

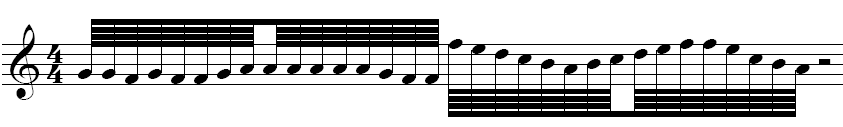
Quadruples croches ligaturées.

Un symbole similaire est le seizième de soupir, qui désigne un silence de la durée d'une quadruple croche.
Les notes plus courtes qu'une quadruple croche sont très rarement utilisées, bien que la quintuple croche et même des notes plus courtes soient parfois trouvées.

## Caractère
En Unicode, le symbole est U+1D163 𝅘𝅥𝅱 symbole musical quadruple croche (HTML : &#119139;).